# Jerry Rivera
Jerry Rivera, nato Gerardo Rivera Rodríguez (Humacao, 31 luglio 1973), è un cantante portoricano.

## Discografia
- 1989 - Empezando a Vivir
- 1990 - Abriendo Puertas
- 1992 - Cuenta Conmigo
- 1993 - Cara de Niño
- 1994 - Lo Nuevo y lo Mejor
- 1995 - Magia
- 1996 - Fresco
- 1997 - Ya No Soy el Niño Aquel
- 1999 - De Otra Manera
- 2000 - Oro Salsero
- 2000 - Historia 1
- 2000 - Para Siempre
- 2001 - Rivera
- 2001 - No Me Olvidarás
- 2002 - Vuela Muy Alto
- 2003 - Canto a Mi Ídolo... Frankie Ruiz
- 2005 - Ay Mi Vida
- 2007 - Caribe Gardel
- 2010 - El Amor Existe
- 2012 - Jerry Christmas
- 2014 - Sólo para Mujeres